# 白梢蝴蝶魚
白梢蝴蝶魚，又稱復活節島蝴蝶魚，為輻鰭魚綱鱸形目蝴蝶魚科的其中一種。被IUCN列為次級保育類動物。

## 分布
本魚分布於東南太平洋上的復活節島，為當地的特有種。

## 深度
水深1至30公尺。

## 特徵
本魚體為方圓形，吻尖，全身為褐色，為顏色最汙濁的種類。背鰭、臀鰭和尾鰭邊緣具白色，體型小，體長可達15公分。背鰭硬棘13枚、軟條23至25枚；臀鰭硬棘3枚、軟條19至20枚。

## 生態
本魚棲息於海藻覆蓋的岩礁。肉食性，稚魚以其他魚類身上的寄生蟲為食，成魚以小型無脊椎動物為食。

## 經濟利用
供觀賞用。